# 오새봄
오새봄(1994년 7월 5일 ~ )은 대한민국의 가수다. 2019년 싱글 앨범 [Tie]로 데뷔했다.

## 방송
- PRODUCE X 101 (2019) - 발표순위 69위

## 음반
- Tie (2019)
- REMEMBER (2020)
- Understand (2020)
- Beautiful Love (2020)
- BLOSSOM (2021)
- 지워져가 (2021)
- BUTTERFLY (2021)
- 그거면 돼 (2021)
- 크리스마스엔 (2021)